# 紀元前634年
紀元前634年（きげんぜん634ねん）は、西暦（ローマ暦）による年。紀元前1世紀の共和政ローマ末期以降の古代ローマにおいては、ローマ建国紀元120年として知られていた。紀年法として西暦（キリスト紀元）がヨーロッパで広く普及した中世時代初期以降、この年は紀元前634年と表記されるのが一般的となった。

## 他の紀年法
- 干支 : 丁亥
- 日本
  - 皇紀27年
  - 神武天皇27年
- 中国
  - 周 - 襄王18年
  - 魯 - 僖公26年
  - 斉 - 孝公9年
  - 晋 - 文公3年
  - 秦 - 穆公26年
  - 楚 - 成王38年
  - 宋 - 成公3年
  - 衛 - 成公元年
  - 陳 - 穆公14年
  - 蔡 - 荘侯12年
  - 曹 - 共公19年
  - 鄭 - 文公39年
  - 燕 - 襄公24年
- 朝鮮
  - 檀紀1700年
- ユダヤ暦 : 3127年 - 3128年

## できごと

### 中国
- 魯の僖公・莒の茲平公・衛の甯遫（甯荘子）が向で盟を交わした。
- 斉軍が魯の北辺を侵犯した。
- 衛軍が斉を攻撃した。
- 楚の成得臣と鬬宜申（中国語版）が軍を率いて夔を滅ぼした。
- 宋が楚から離反して晋についたため、楚の成得臣と鬬宜申は軍を率いて宋に侵攻し、緡を包囲した。
- 魯は楚の援軍を得て斉に侵攻し、穀を占領した。